# Parque Alston George
El Parque Alston George (en inglés: Alston George Park) es un estadio de usos múltiples en la localidad de Victoria en la isla y nación caribeña de Granada. Actualmente se utiliza sobre todo para los partidos de fútbol. Los partidos de fútbol realizados allí generalmente son del equipo local Carib Hurricane. El estadio puede recibir a un estimado de 1.000 personas.